# Rockwool International

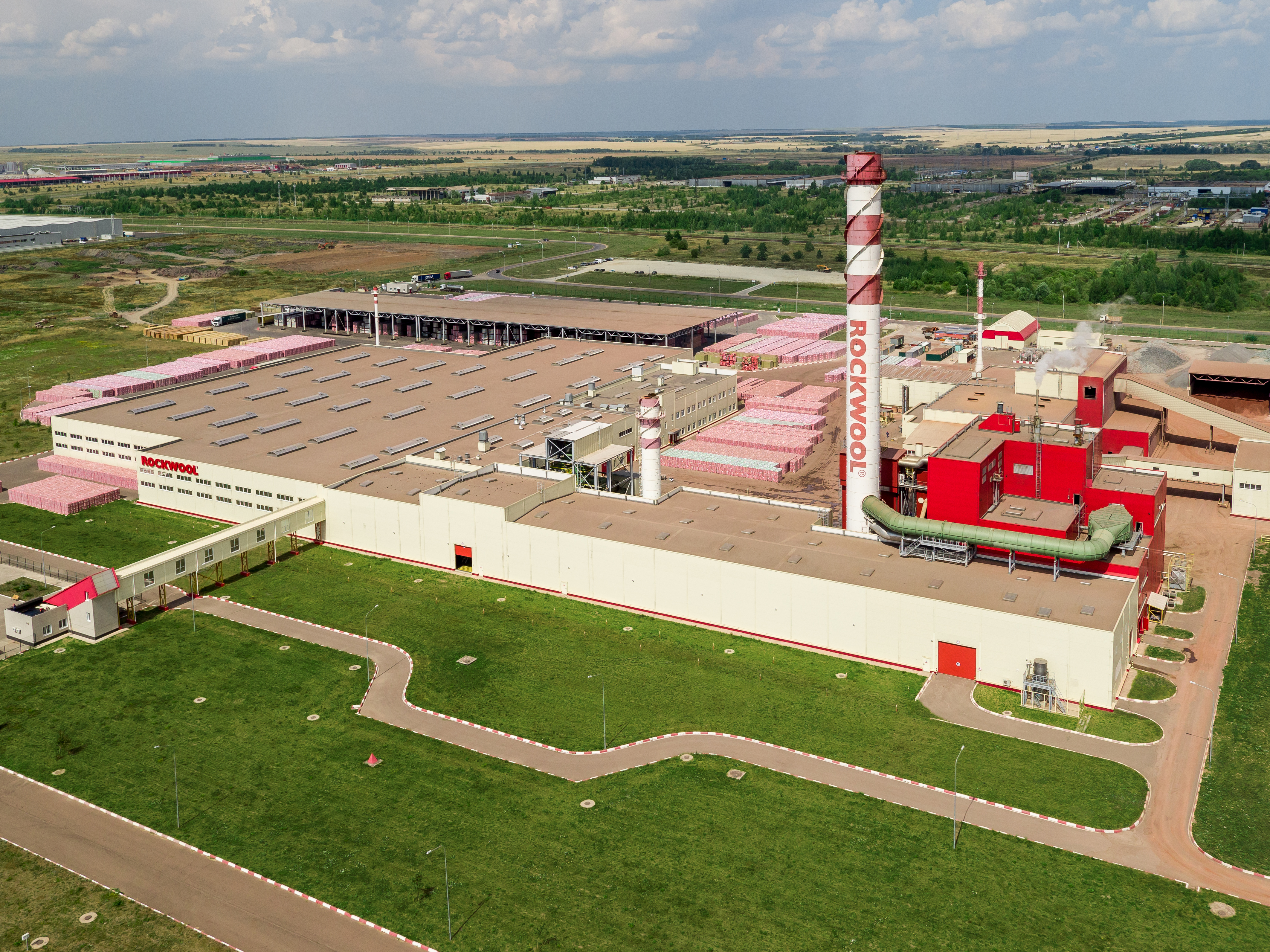
Rockwoolfabrik i Yelabuga i Ryssland, öppnad 2012

Rockwool International A/S är en dansk tillverkare av isoleringsmaterial av stenull, med diabas som den viktigaste råvaran.
Verksamheten har sitt ursprung i Korsør Stenforretning, som grundades i Korsør 1909 av murarmästaren Henrik Johan Henriksen och tegelbruksägaren Valdemar Kähler. Varumärket Rockwool registredes 1937, efter det att företaget i USA köpt tillverkningsrättigheter för stenull.
Korsør Stenforretning delades 1962 mellan familjerna Henriksen och Kähler i H+H, som tillverkade betong, och I/S Kähler & Co, som tillverkade stenull. År 1976 ändrade det senare företaget namn till Rockwool International A/S. Företaget introducerades på Köpenhamnsbörsen 1996. Familjen Kähler är fortfarande dominerande ägare, bland annat genom Rockwoolfonden.
Rockwool-koncernen levererar idag stenull för byggnadsisolering, ljudisolering, fasadbeklädnad och planteringsbänkar. Företaget har 28 tillverkningsenheter i 17 länder. I Danmark finns fabriker i Øster Doense och Vamdrup och i Norge i Moss och Trondheim.
År 2023 utsåg Ukraina Rockwool som en "Internationell Krigsponsor" för att ha sålt produkter till det ryska försvarsdepartementet för användning på krigsfartyg.